# Мохамед Рахмат
Моха́мед Рахма́т (*4 січня 1938 — †1 січня 2010) — малазійський політичний діяч, і колишній Міністр інформації Малайзії (1978—1982, 1987—1999).

## Біографія
Народився в багатодітній родині в селищі поблизу міста Джохор-Бару. Мав 16 братів та сестер. Коли йому було 12 років, його мати померла, а батько одружився вдруге й мав ще 4 дітей. Велика родина жила на 200 доларів США на місяць, тому малий Мохамед продавав пиріжки у Джохор-Бару. За його словами, мати завжди вимагала від нього бути найкращим учнем у класі. Він отримав найвищий бал на екзамені до Кембриджського університету, але Міністерство освіти відмовило йому в стипендії.
Тоді Рахмат поступив на філологічний факультет Індонезійського університету, проте його диплом не було визнано в Малайзії. До того ж, йому довелося залишити Джакарту в зв'язку з конфронтацією між двома країнами. Після прибуття додому Рахмата помістили під домашній арешт як підозрюваного в комуністичних ідеях. Йому запропонували посаду вчителя в Тайпінгу, але для цього він мав підтвердити свій диплом в Університеті Малайзії. Туди він поступив, але стипендії не отримав, тож мав залишити навчання. Короткий час працював у Держкіно Малайзії.
Надалі він працював політичним секретарем міністра транспорта Сардона Джубіра. У 1969 року за пропозицією лідера Об'єднаної малайської національної організації (ОМНО) в Джохорі Ісмаїла Абдула Рахмана балотувався у депутати парламенту та виграв вибори. У парламенті був парламентським секретарем тодішнього міністра освіти Хуссейна Онна.
У 1974 році став заступником голови Молодіжної організації ОМНО. Лідер цієї організації Гарун Ідріс пізніше був звинувачений у корупції та виключений з партії.

## Виноски
1. ↑  Hidayah Z. Ensiklopedia Suku Bangsa di Indonesia — Yayasan Obor Indonesia, 2015. — 470 с. — ISBN 978-979-461-929-2
2. ↑  Ensiklopedi Islam — 3 — Ichtiar Baru van Hoeve, 1994.
3. ↑  Tok Mat dies. Архів оригіналу за 8 липня 2018. Процитовано 1 січня 2010.
4. 1 2 3 4  Mergawati Zulfakar. Tok Mat survives the storms. The Star, 1 Feb 2004. Архів оригіналу за 8 липня 2018. Процитовано 7 липня 2018.

| Прапор Малайзії | Це незавершена стаття про Малайзію. Ви можете допомогти проєкту, виправивши або дописавши її. |